# Шин
Шин (фр. Chuisnes) насеље је и општина у централној Француској у региону Центар (регион), у департману Ер и Лоар која припада префектури Шартр.
По подацима из 2011. године у општини је живело 1041 становника, а густина насељености је износила 45,3 становника/km². Општина се простире на површини од 22,98 km². Налази се на средњој надморској висини од 166 метара (максималној 227 m, а минималној 162 m).

## Демографија
| 1962. | 1968. | 1975. | 1982. | 1990. | 1999. | 2011. |
| ----- | ----- | ----- | ----- | ----- | ----- | ----- |
| 505   | 542   | 573   | 694   | 782   | 815   | 1.041 |

График промене броја становника у току последњих година